# История Ивано-Франковска
История города Ивано-Франковск на Западной Украине.

## В составе Польского королевства
Изначально в этих местах находились деревни Заболотя (упомянутая ещё в 1435 году) и Княгинин (1449). В 1624 году Станислав Конецпольский построил в Заболоте замок. В середине XVII века Станислав «Ревера» Потоцкий купил Заболоту с окрестностями у шляхтича Речковского. Эти земли использовались для отдыха и охоты. С 1650 года сын Станислава Потоцкого — Анджей Потоцкий — начал строить в этих местах деревянное укрепление, для чего пригласил из Авиньона архитектора Франческо Корозини.
7 мая 1662 года Анджей Потоцкий основал в этих местах город, который назвал «Станиславов» (по одной версии — в честь своего отца, по другой — в честь сына). 14 августа 1663 года король Ян II Казимир официально утвердил герб города и дарование ему магдебургского права: город мог иметь самоуправление, избирать войта и суд.
17 сентября 1662 года Анджей Потоцкий разрешил еврейской общине города иметь самоуправление, строить собственные школы и т. п. 23 мая 1663 года аналогичное позволение получила армянская община; в этом же году в город из Варшавы прибыли тринитарии. В 1666 году было завершено строительство городской ратуши.
В 1672 году крепость была перестроена, и стала каменной, тогда же был построен каменный дворец Потоцких. В ходе последовавшей польско-турецкой войне город был в сентябре 1676 года атакован турками, но они не смогли взять крепости; тем не менее стены города были так сильно повреждены, что на следующий год Сейм в Варшаве снизил взимаемые с него налоги.
В 1683 году в битве под Веной погиб Станислав Потоцкий — старший сын основателя города. Его тело было привезено в Станиславов и похоронено в семейной церкви Потоцких. В 1691 году скончался и сам основатель города Анджей Потоцкий. Некоторое время после его смерти замком управляла его вдова Анна Рысинская, а затем владельцем стал их сын Юзеф Потоцкий.
В годы Северной войны Юзеф Потоцкий сначала был сторонником польского короля Августа Сильного, но в 1705 году он стал поддерживать короля Станислава Лещинского. В отместку Станиславов был разграблен русскими войсками. В 1709 году, после Полтавской битвы, Юзеф Потоцкий бежал за границу. В 1710 году четверть населения города вымерла от тифа. В 1712 году город был разграблен Адамом Сенявским.
В 1714 году вернулся из эмиграции Юзеф Потоцкий, и в 1719 году реформировал городское управление.
После смерти Юзефа Потоцкого в 1751 году эти земли перешли в собственность к его сыну Станиславу, но тот сам здесь не жил, а назначил управляющего. В 1760 году умер и он, и владельцем замка стала его вдова Алёна, под опекой которой находились два малолетних сына Станислава — Викентий и Франтишек. Год спустя умерла и она, и формальным владельцем этих мест стал Викентий Потоцкий, а опекуном стала Катерина Козаковская (также принадлежавшая к роду Потоцких).
В 1770 году в городе опять прошла эпидемия тифа, уничтожившая 25 % населения.
В результате Первого раздела Речи Посполитой город перешёл к Австрийской империи.

## В составе Австрии
25 октября 1772 года в город вошли австрийские войска. Новой власти уже не была нужна крепость в этих местах, также была пересмотрена и система управления: в соответствии с «Венским патентом» 1789 года город стал управляться магистратом во главе с бургомистром, при этом оставаясь владением княгини Козаковской. В 1792 году Катерина Козаковская продала Станиславов за 2 миллиона злотых своему брату, видному финансисту Проту Потоцкому.
В 1801 году из-за банкротства Потоцкого всё его имущество перешло государству. Фортификационные сооружения стали разбираться, а камень, из которого они состояли, был использован для строительства зданий и мощения дорог; на месте засыпанных крепостных рвов проложили новые улицы.
Общественную жизнь всколыхнула революция 1848 года. В Станиславове был создан «Русский совет» (наряду с польским), организован отряд Национальной гвардии, начала выходить первая газета. В новообразованный парламент были избраны депутаты-украинцы.
Вторая половина XIX века отмечена быстрым развитием промышленных отношений, созданием предприятий. Немалый толчок этому дала прокладка железной дороги в 1866 году.
В 1868 году гигантский пожар уничтожил половину города. На восстановление города прислал пожертвование даже император.
В 1884 году известный общественный деятель и писательница Наталья Кобринская провела в городе учредительное собрание «Общества русских женщин» (более позднее название — «Союз украинок»). Этим было положено начало организованному женскому движению на Украине.
В годы Первой мировой войны до Станиславова в 1915 году дошли русские войска, и в этих местах шли тяжёлые бои, сильно разрушившие город. В 1917 году город был занят русскими войсками. После заключения в начале 1918 года Брестского мира в город вернулись австрийские власти.

## Межвоенный период
В результате распада Австро-Венгрии в октябре 1918 года образовалась Западно-Украинская Народная Республика (ЗУНР). 3 января 1919 года в Станиславове прошла первая сессия Украинского Народного Собрания, на котором были подтверждены президентские полномочия Евгения Петрушевича и ратифицирован Акт объединения УНР и ЗУНР, а также утверждён Сидор Голубович в качестве главы правительства. Также в январе 1919 года в Станиславове была образована Коммунистическая партия Восточной Галиции. Во время польско-украинской войны 25 мая 1919 года в Станиславове произошло польское восстание, затем в город вошли румынские войска, которые оставались здесь до августа. В 1920 году в ходе советско-польской войны город был на некоторое время занят советскими войсками. В соответствии с Рижским договором 1921 года Станиславов отошёл к Польше.
В годы нахождения в составе Польской республики Станиславов был центром Станиславовского воеводства. В 1925 году было принято решение о присоединении к Станиславову Княгинина, в результате чего площадь города возросла в два раза.

## Вторая мировая война
Во время польского похода РККА 19 сентября 1939 года в Станиславов вступила 23-я легкотанковая бригада Киевского Особого Военного Округа. После вхождения Западной Украины в состав СССР город был переименован в Станислав и стал областным центром УССР. В 1940 году в Станиславе был открыт Станиславский учительский институт.
После начала Великой Отечественной войны 2 июля 1941 года город был занят венгерскими и немецкими войсками. При организации отступления советские власти (как и повсюду на свежеприсоединенных в 1939 году территориях) уничтожили политических узников станиславовской тюрьмы — их расстреляли за городом в Демьяновом Лазу. Согласно данным начальника тюремного управления НКВД УССР, было расстреляно 1000 заключённых. На месте расстрела возведён мемориальный комплекс. 1 августа 1941 года Станислав вместе со всей Галицией вошёл в состав Польского генерал-губернаторства. 12 октября 1941 года было произведено массовое уничтожение еврейского населения Станислава: в этот день было убито от 8 до 12 тысяч жителей еврейской национальности.
К февралю 1943 года в Станиславе проживало ещё около 11 тысяч евреев. По приказу гаупштурмфюрера СС Брандта 23 февраля 1943 года они были убиты, после чего город был объявлен «юденфрай».
27 июля 1944 года Станислав был освобождён Красной Армией.

## В составе СССР
16 августа 1945 года в газете «Прикарпатская правда» был опубликован рассчитанный на 20 лет план восстановления Станислава. 6 октября 1945 года был открыт Станиславский государственный медицинский институт. 31 октября 1945 года на город совершила налёт группа УПА под руководством Василия Андрусяка и захватила заложников; в ответ части НКВД до февраля 1946 года осуществляли зачистку близлежащих лесов, пока эта группа не была ликвидирована.
В результате обмена населением между Польшей и УССР польское население Станислава было выселено в Ополе, а в Станислав переселились лица украинской национальности, ранее проживавшие в городе Крыница-Здруй.
В 1950 году областной совет народных депутатов обратился к властям с предложением переименовать Станислав в Сталинск-Прикарпатский.
9 сентября 1962 года Указом Президиума Верховного совета УССР город Станислав был переименован в Ивано-Франковск в честь украинского поэта и писателя Ивана Франко.